# 吉杰勒省

吉杰勒省（阿拉伯語：ولاية جيج）是阿尔及利亚东部的一个省，首府吉杰勒。該省成立於1974年。境內有塔扎國家公園。
吉杰勒省分为11个县个28个市。